# Bourse trochantérique du muscle moyen glutéal
La bourse trochantérique du muscle petit glutéal (ou bourse séreuse trochantérienne du muscle moyen fessier) est une bourse synoviale du membre inférieur située au niveau de la cuisse.

## Description
La bourse trochantérique du muscle moyen glutéal est située entre le tendon du muscle moyen glutéal et le grand trochanter.